# Cycas lane-poolei
Cycas lane-poolei (також зустрічається написання Cycas lanepoolei) — вид голонасінних рослин класу саговникоподібні (Cycadopsida).
Етимологія: вшанування Лен-Пуля (англ. Lane-Poole).

## Опис
Стебла деревовиді, 5(8) м заввишки, 12–15 см в діаметрі у вузькому місці. Листки яскраво-зелені або сині (якщо нові, старі — яскраві глянсові зелені), напівглянсові, довжиною 60–110 см. Пилкові шишки яйцевиді, оранжеві, довжиною 10–14 см, 9–11 см діаметром. Мегаспорофіли 16–22 см завдовжки, сіро-повстяні і коричнево-повстяні. Насіння плоске, яйцевиде, 38–45 мм завдовжки, 36–40 мм завширшки; саркотеста помаранчево-коричнева, не вкрита нальотом, товщиною 3–4 мм.

## Поширення, екологія
Країни поширення: Австралія (Західна Австралія). Записаний від 300 до 370 м над рівнем моря. Цей вид зустрічається в основному на піщаних ґрунтах в савановому лісі з Eucalyptus miniata, Eucalyptus tetrodonta чи Corymbia latifolia.

## Загрози та охорона
Немає відомих загроз для даного виду.